# Trainati in un buco
Trainati in un buco o Precipitati in un buco (Towed in a Hole) è un cortometraggio del 1932 diretto da George Marshall e interpretato da Stanlio e Ollio.
In numerose versioni, tra cui quella colorizzata, il film è conosciuto con il titolo: Buone vacanze. Anche se, per la verità, il titolo originale è una sorta di slang americano, traducibile come "un buco nell'acqua".

## Trama
Stanlio e Ollio sono due venditori di pesce porta a porta. Durante uno dei tanti viaggi, Stanlio propone all'amico di dedicarsi anche alla pesca, in modo da procurarsi da soli il pesce prima di venderlo e senza doverlo acquistare altrove; Ollio accetta ed i due decidono di comprare una barca.
A causa del poco denaro a disposizione, ne prendono una non esattamente nuova e solo bisognosa di qualche ritoccatina. Prima di portarla al molo, i due si mettono al lavoro; Ollio si preoccupa di trovare delle eventuali fessure e per fare ciò chiede a Stanlio di passargli una canna per riempire internamente la barca d'acqua. Mentre la barca continua riempirsi d'acqua, i due amici si dedicano ai lavori più semplici, come dare una mano di vernice al timone e lavare il ponte; cominciano così le peripezie ed i pasticci fra i due.
Per un equivoco commesso da Stanlio, Ollio si ritrova col volto sporco di vernice e, in un tentativo di vendetta sull'amico, cade dentro la barca piena d'acqua, facendosi così un imprevisto bagno. I due attuano, a questo punto, una serie d'azioni a colpi d'acqua; alla fine la smettono, rendendosi conto di perdere tempo e di ridicolizzarsi a vicenda. Prima di tornare al lavoro, Ollio mette distrattamente un piede su una saponetta e scivola fuori dalla barca, finendo nuovamente con la faccia nella vernice.
Il lavoro continua; Ollio riesce ad individuare un paio di falle e le tappa con delle lastre di legno. Finito di lavare un'àncora, Stanlio getta la stessa nella stiva; il peso dell'àncora trascina Stanlio, che nel contempo sfonda il pavimento, coinvolgendo Ollio.
A questo punto, resosi conto dei continui pasticci di Stanlio, Ollio decide di chiuderlo nella stiva e di continuare da solo i lavori, non prima di aver fatto un occhio nero all'amico. Mentre Ollio è impegnato su una scala a dare vernice all'albero maestro, all'interno della barca, Stanlio si ritrova improvvisamente col collo incastrato dietro allo stesso albero; con una sega sotto mano, Stanlio riesce a spezzare l'albero ed a liberarsi, mentre Ollio precipita in una pozzanghera.
Ollio riesce a trovare il modo di tenere finalmente fermo Stanlio, senza che questi combini altri pasticci, facendogli prima nero anche l'altro occhio. A lavoro concluso però, tutte le fatiche occorse si riveleranno inutili; la barca è troppo pesante per essere trasportata con l'auto e Stanlio propone ad Ollio di alzare la vela, in modo che il vento possa dare una mano. La barca finalmente si muove, ma purtroppo va ad urtare l'auto dei due amici. Con auto e barca distrutte, termina il corto con un furibondo Ollio che comincia a rincorrere Stanlio.

## Produzione
Per la realizzazione di questo cortometraggio venne scelta come location principale il non più esistente Arnaz Ranch, a Los Angeles; negli Hal Roach Studios venne girata solo la scena di Stanlio chiuso nella stiva.

## Curiosità e scene tagliate
Il film in Italia fu doppiato dalla coppia Cassola-Canali, ma questo primo doppiaggio risulta perduto. Fu nuovamente doppiaro da Mauro Zambuto e Alberto Sordi. Questo doppiaggio tuttavia è parziale. Nella versione italiana colorata, le sequenze non doppiate sono in lingua originale. 
- Il film, in alcune edizioni italiane, fu unito come introduzione al lungometraggio della coppia C'era una volta un piccolo naviglio (1940).
- Nella versione italiana Sordi-Zambuto molte scene sono state sforbiciate; tra queste troviamo la parte in cui Stanlio e Ollio si rovesciano reciprocamente dei secchi d'acqua addosso, prima che Stanlio si vendichi col tubo dell'acqua. Un'altra scena è il gioco drl cappello di Stanlio dentro la barca, e alcuni secondi in cuo Stanlio sta segando l'albero maestro.

Questo doppiaggio fu inserito in varie antologie italiane su Laurel e Hardy che uniscono diverse loro comiche, come Stanlio e Ollio in vacanza (1963).

## Citazioni in altri film
- Acqua calda, montaggio del 1935 includente anche i corti Questione d'onore e La ronda di mezzanotte.
- Ronda di mezzanotte, montaggio del 1952 includente anche Guerra ai ladri.